# Храм Воскресения Христова (Молоди)
Храм Воскресения Христова (Воскресенская церковь) — приходской православный храм в селе Молоди городского округа Чехов Московской области. Относится к Чеховскому благочинию Подольской епархии Русской православной церкви.
Является памятником градостроительства и архитектуры федерального значения.

## История
Первое упоминание о церкви Воскресения в Молодях встречается в «Истории государства Российского» Николая Карамзина, при описании битвы русских войск под предводительством князя Михаила Воротынского с войском крымского хана Девлет Гирая в 1572 году.
Каменный храм был построен в 1703—1706 годах. В 1786 году к нему пристроили трапезную с двумя приделами — во имя апостолов Петра и Павла и святителя Стефана Сурожского, а также парные колокольни по сторонам западного фасада; с севера и юга к храму добавили два одинаковых притвора.
После ареста настоятеля в конце 1930-х храм был закрыт и использовался как зернохранилище. В 1946 году по настоятельным просьбам верующих в стенах храма вновь начались богослужения. 19 июня 1961 года местная власть вынесла постановление об изъятии здания церкви у общины верующих. Воскресенский храм был вновь передан верующим в 1991 году. 